# Ivana Roščić
Ivana Roščić (Split, 27. rujna 1978.) je hrvatska kazališna, televizijska i filmska glumica.
Rođena u Splitu, gdje se i školovala sve do odlaska na Akademiju dramskih umjetnosti u Zagrebu te je na njoj i diplomirala.

## Karijera
2004. godine debitirala je u dugometražnom filmu “Ta divna splitska noć”. Film je osvojio mnogobrojne nagrade: na Filmskom festivalu u Puli 2004. godine osvojio je Zlatnu arenu za kameru, Zlatnu arenu za montažu, Nagradu kritičara "Oktavijan" te Nagradu "Breza" za najboljeg debitanta; a bio je nominiran i na velikim svjetskim filmskim festivalima te je bio i službeni hrvatski predstanik na 78. dodjeli nagrade Oscar.
2006. godine u “Teatru ITD” prvi put surađuje s Oliverom Frljićem u predstavi “Sedmorica protiv Tebe “ zajedno s Anom Karić, Ivanom Krizmanić, Anicom Tomić, Darijom Lorenzi, Natašom Dangubić te Jelenom Vukmiricom.
Iste godine u kazalistu “Trešnja “ u režiji Roberta Waltla zaigrala je naslovnu ulogu u predstavi “Pepeljuga”.
2006. godine takoder igra u predstavi “Grmače” u režiji Nika Goršića u Teatru&ITD.
2007. ponovno suraduje s Robertom Waltlom u predstavi “Šuma Striborova” gdje je odigrala snahu Guju.
2011. u Teatru&ITD Oliver Frljić režira kultnu predstavu “Mrzim istinu” gdje je Ivana utjelovila ulogu Sladane Frljić. Predstava je postala jedna od najnagrađivanijih hrvatskih predstava.
Uvelike uspješnu suradnju s Oliverom Frljićem nastavila je predstavama "Prolazi sve" ( GDK “Gavella”), "Dantonova smrt" (Dubrovačke ljetne igre) ...
2014. Ivana je utjelovila Aleksandru Zec u istoimenoj predstavi Olivera Frljića.
Od 2007. stalna je članica dramskog kazališta “Gavella”, gdje je glumila u mnogim predstavama.
Autorski projekt Anice Tomić i Jelene Kovačić prema motivima romana "Hotel Zagorje" Ivane Bodrožić, 2020.
Maksim Gorki: Malograđani, Paolo Magelli, 2019.
Justine del Corte: Komet, Aida Bukvic, 2017.
Ödön von Horváth: Priče iz Bečke šume, Igor Vuk Torbica, 2016.
Ante Kovačić / Dario Harjaček: U registraturi, 2015.
A.P. Čehov: Tri sestre,Slobodan Unkovski,2014.
Renato Baretić: Osmi povjerenik,Saša Anočić,2013.
Viktorija Nikiforova: U ime novca,Dražen Ferenčina,2013.
Mate Matišić: Fine mrtve djevojke,Dalibor Matanić,2013.
A.P. Čehov: Platonov ili Drama bez naslova,Samo Strelec,2012.
Dubravko Mihanović: Prolazi sve, Oliver Frljić,2012.
Marin Držić: Dundo Maroje,Marco Sciaccaluga,2011.
J.B.P.Moliere: Tartuffe,Marco Sciaccaluga,2010.
Henrik Ibsen: Peer Gynt,Aleksandar Popovski,2010.
Miroslav Krleža: Balade Petrice Kerempuha,Franka Perković,2009.
Biljana Srbljanović: Barbelo, o psima i djeci,Paolo Magelli,2009.
Petr Zelenka: Slučajevi običnog ludila,Dora Ruždjak Podolski,2009.
Carlo Gozzi: Turandot,Vasilij Senin,2008.
Aleksandar Sergejevič Puškin: Mećava, Aleksandar Ogarjov, 2007.
Neil LaBute: Lom, 2007. Matea Koležnik

## Nagrade
2007. Međunarodni festival dječjih kazališta osvojila je nagradu za glavnu žensku ulogu u predstavi “Šuma Striborova” za snahu Guju.
2011. Nominirana je za Nagradu Hrvatskog glumišta za ulogu Slađane Frljić.
2012. Prima kolektivnu glumačku nagradu na Festivalu malih scena za predstavu “Mrzim istinu” .

## Filmografija

### Televizijske uloge
- "Uspjeh" kao Jana (2019.)
- "Pogrešan čovjek" kao Lea Kalember (2018.-2019.)
- "Počivali u miru" kao Nives Đukić (2013.)
- "Stipe u gostima" kao Nera (2011.)
- "Periferija city" kao Ivana (2010.)
- "Bitange i princeze" kao Slovenka (2009.)
- "Zakon!" kao demonistica (2009.)
- "Hitna 94" kao gđa. Andrijašević (2008.)
- "Dobre namjere" kao Tihana Vanessa Kovačić (2008.)
- "Operacija Kajman" kao Tonkica (2007.)
- "Bumerang" kao Lucija (2006.)

### Filmske uloge
- "Garbura" kao Ines (2022.)
- "Stric" kao mama (2022.)
- "Carbide" kao Ines (2022.)
- "Tereza37" kao Renata (2020.)
- "Mare" kao Šima (2020.)
- "Sedra" kao Sedra  (2019.)
- "Priče iz šume kestena" kao Marta (2019.)
- "Sam samcat" kao kumova žena (2018.)
- "Glumim, jesam" kao redateljica (2018.)
- "Srbenka" kao Ivana Roščić (2018.)
- "Osmi povjerenik" kao majka (2018.)
- "Trampolin" kao Vanja (2016.)
- "Zagrebačke priče Vol. 3" kao gošća na ručku (segment "Orah") (2015.)
- "Svinjari" (2015.)
- "Zajedno" kao Iva (2014.)
- "Obrana i zaštita" kao Zehra (2013.)
- "Djeca jeseni" kao Maša Čović (2013.)
- "Ivo" kao plesačica (2012.)
- "Zagorski specijalitet" kao Lea (2012.)
- "Zagrebačke priče Vol. 2" kao Sara (segment "Na kvadrat") (2012.)
- "Iris" kao Iris Bjelić (2012.)
- "Jednom davno u zimskoj noći" (2012.)
- "Noć za dvoje" kao Ivana (2011.)
- "The Show Must Go On" kao Tanja Hesse (2010.)
- "Neka ostane među nama" kao Tamara (2010.)
- "Krivo dijeljenje" kao Anita (2009.)
- "Zagrebačke priče" kao Maja (segment "Kraj igre") (2009.)
- "Kradljivac uspomena" (2007.)
- "Pravo čudo" kao Renata (2007.)
- "Opsesija" (2007.)
- "Bastion" (2007.)
- "Montaža - Razglednica iz Hrvatske" kao djevojka (2006.)
- "Volim te" kao konobarica (2005.)
- "Pušća Bistra" kao učiteljica (2005.)
- "Ta divna splitska noć" kao Anđela (2004.)

## Vanjske poveznice
- Ivana Roščić u internetskoj bazi filmova IMDb-u (engl.)
- Stranica na Gavella.hr